# Харитоненко Іван Павлович

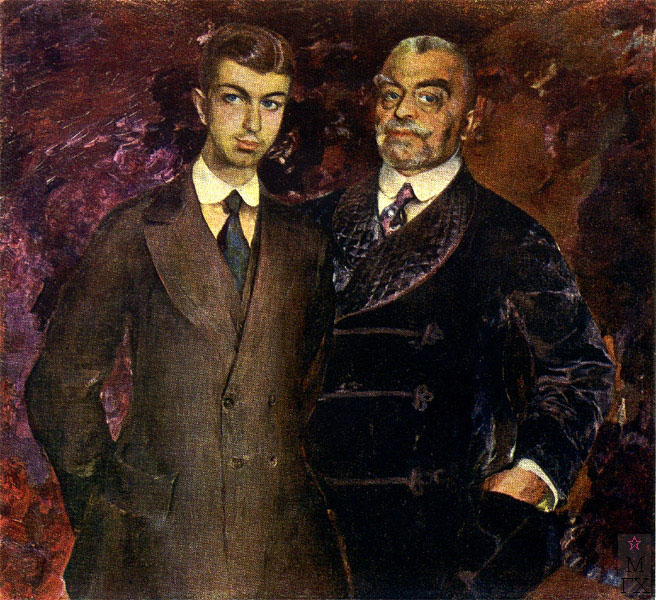
Іван та Павло Харитоненки (1911, Філіп Малявін)

Іва́н Па́влович Харито́ненко (*12 листопада 1893 —†1927 [?]) — цукрозаводчик, фабрикант, підприємець. Син Павла Івановича Харитоненка.

## Життєпис

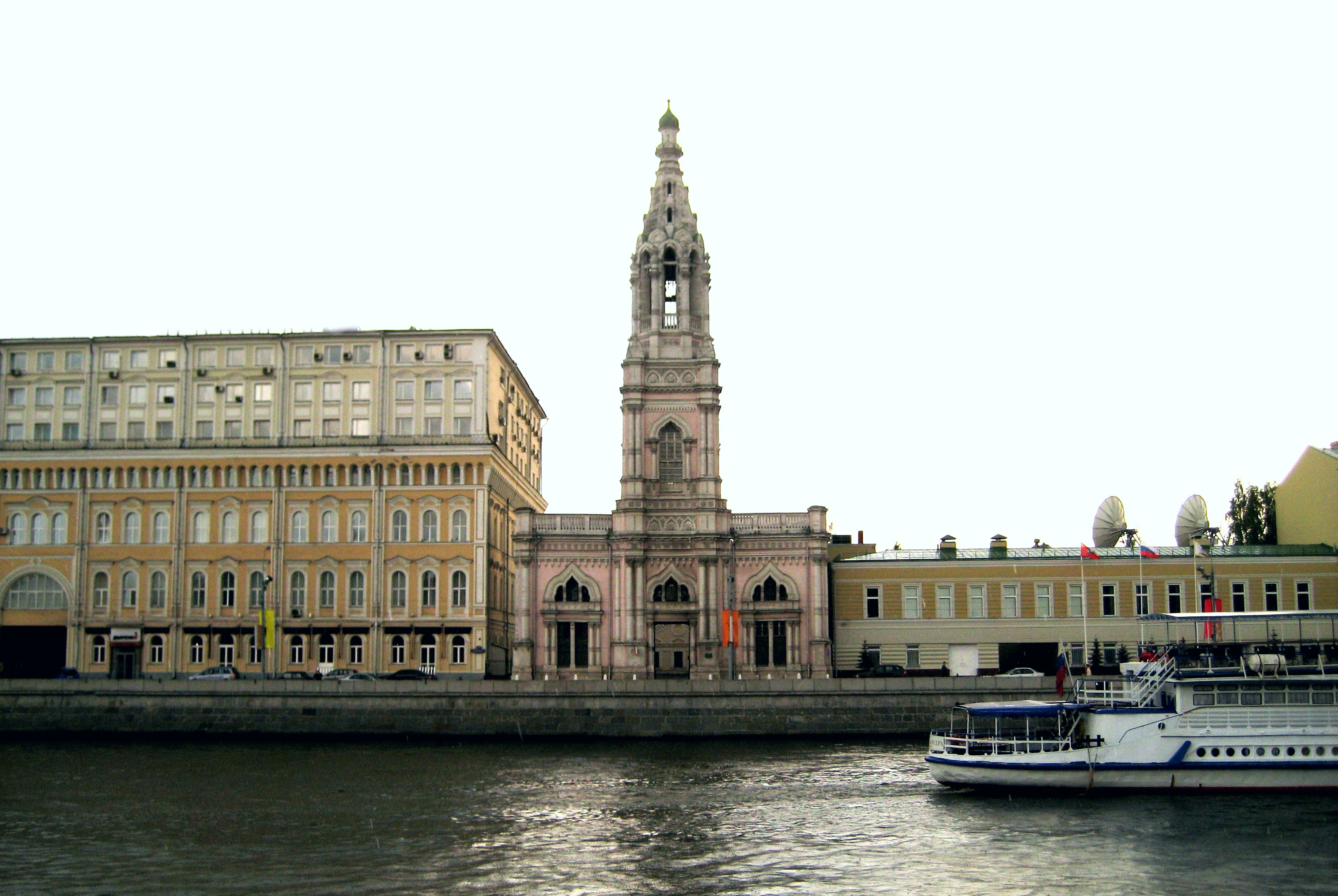
Храм Св. Софії, Москва

Народився 12 листопада 1893, ймовірніше за все у Москві. 21 листопада того ж року Івана було похрещено у церкві Софії Премудрості Божої, що на Софійській набережній.
Слід згадати, що вже у 1909 році на особистому рахунку Івана Харитоненка у справах торгового дому «Харитоненко з сином» налічувалося 1 066 284 рублів та 47 копійок.
У 1914 зарахований до Московського університету. Однак невдовзі помирає його батько — Павло Харитоненко. Для родини це було страшним потрясінням, а для їхньої промислової імперії з цього часу настає криза.
За батьківським заповітом отримує у власність більшу частину торговельних справ і сплачує всі борги. Після Жовтневого перевороту 1917 емігрує за кордон.
У 1927 (за деякими даними у 1926), після смерті матері, Іван Харитоненко покінчив життя самогубством.
Він був останнім Харитоненком. Після його смерті рід Харитоненків по чоловічій лінії перервався.